# Colom imperial de collar
El colom imperial de collar (Ducula mullerii) és una espècie d'ocell de la família dels colúmbids (Columbidae) que habita els boscos de Nova Guinea i les illes Aru.